# Zingiber griffithii
Zingiber griffithii là một loài thực vật có hoa trong họ Gừng. Loài này được John Gilbert Baker mô tả khoa học đầu tiên năm 1892.

## Mẫu định danh
Mẫu định danh:
- Zingiber griffithii: Griffith W. 5731; do William Griffith (1810-1845) thu thập ở tọa độ khoảng 2°15′0″B 102°15′0″Đ / 2,25°B 102,25°Đ, tại Malacca, Malaysia. Mẫu lectotype được lưu giữ tại Vườn Thực vật Hoàng gia tại Kew (K).[4]
- Zingiber citrinum: Ridley H.N. 7797a; thu thập tháng 5 năm 1896 ở tọa độ khoảng 3°18′59″B 101°43′55″Đ / 3,31639°B 101,73194°Đ, tại Dusun Tua, Selangor, Malaysia. Mẫu lectotype được lưu giữ tại Vườn Thực vật Hoàng gia tại Kew (K), mẫu isolectotype lưu giữ tại Vườn Thực vật Singapore (SING).[5]

## Lịch sử phân loại
Ridley (1899) thêm một thứ là Z. griffithii var. major, đồng thời mô tả loài Z. citrinum.
Holttum (1950) coi Z. citrinum là đồng nghĩa của Z. griffithii nhưng coi  Z. griffithii var. major là đồng nghĩa của Z. puberulum. Hiện nay, Z. griffithii var. major được coi là đồng nghĩa của Z. fraseri var. major. Quan điểm của Holttum về Z. citrinum được IPNI, WCSP, POWO công nhận, nhưng Theilade (1998) cho rằng nó là loài độc lập.
Schumann (1904) xếp Z. griffithii và Z. citrinum trong tổ Lampugium (= tổ Zingiber).
Nó là một thành viên của nhóm Z. montanum; bao gồm Z. corallinum, Z. griffithii, Z. idae, Z. montanum, Z. neesanum, Z. purpureum, Z. tenuiscapus.

## Phân bố
Loài này có tại Malaysia (cả ở miền nam phần bán đảo lẫn phần trên đảo Borneo), Singapore. Theilade (1998) cho rằng ở phần Malaysia bán đảo thì loài này có tại các bang Johor, Melaka, Negri Sembilan, Pahang, Selangor, Terengganu (?) cũng như tại miền nam Thái Lan (?) và Singapore. còn Z. citrinum có tại Johor, Negri Sembilan, Perak, Selangor.

## Mô tả
Các mô tả dưới đây tách riêng Z. griffithii nghĩa hẹp và Z. citrinum.

### Zingiber griffithii
Thân lá cao 50–120 cm, đường kính 0,6 cm, hơi có sọc dồn nén. Lá từ thuôn dài tới hình elip, hình trứng hay hình mác rộng, 15-20(-25) × 5–8 cm, đáy hình nêm từ hẹp tới rộng, đỉnh có mấu nhọn; mặt trên nhẵn nhụi, màu xanh lục sẫm; mặt dưới từ nhẵn nhụi tới có lông lụa, màu xanh lục nhạt hơn, gân giữa có lông lụa; các gân bên nổi rõ khi khô; các bẹ chẻ tới đáy, có lông tơ, lông tăng về phía cuống lá; lưỡi bẹ 2 thùy, các thùy thuôn tròn rộng, dài 3 mm, có khía răng cưa sâu, có lông tơ màu nâu, mép khô xác, lốm đốm; cuống lá mập, dài 2–6 mm, có lông tơ. Cán hoa mọc từ thân rễ, thẳng đứng nhiều hay ít, dài 4-10(-15) cm. Cành hoa bông thóc hình thoi khi non trở thành rộng hơn và gần như hình trụ khi tạo quả, dài 10–15 cm, đường kính 1,5-3,5 cm; bẹ dài tới 3,5 cm có lông mịn. Lá bắc hình từ trứng tới trứng rộng hay hình elip, tù, 2,5-4(-5) × 1,5-2,5 cm, mỏng, màu từ hồng tới đỏ chuyển thành đỏ tươi khi già, có lông mịn, mọng mỏng (không dai); các lá bắc phía dưới hình tròn, rộng 2,5 cm. Không có lá bắc con. Hoa đơn độc, màu trắng ánh vàng. Đài hoa rất mỏng, dạng giấy, dài 1,2-2,5 cm. Tràng hoa dài 5 cm, màu trắng tới kem; ống tràng dài ~2,5 cm; các thùy từ tù tới hình mác nhọn, dài 1,9–2 cm, các thùy dưới hợp sinh khoảng 1/2 chiều dài của chúng; thùy tràng lưng 2 × 1 cm. Cánh môi hơi ngắ hơn, màu từ trắng ánh vàng tới kem, 3 thùy; thùy giữa hình tam giác hay hình mác nhọn, 1,7 × 0,6 cm, đỉnh từ gần nhọn tới nhọn hoặc đôi khi có khe chẻ; các thùy bên hình trứng, 0,8 × 0,4 cm, đỉnh thuôn tròn. Bao phấn thuôn dài ~1,1 cm, màu nâu, mỏ cong màu vàng dài 9 mm. Bầu nhụy rậm lông. Đầu nhụy nằm ngang có lông viền xung quanh. Quả nang dài 2,2 cm, nhẵn nhụi với lá bắc bền trên đỉnh quả. Hạt màu nâu hạt dẻ. Phấn hoa hình cầu, có vân giống bề mặt não.
Có quan hệ họ hàng gần với Z. puberulum và Z. gracile, nhưng lá rộng hơn, cụm hoa hình trụ nhiều hơn và lá bắc cũng ít dai hơn so với cả hai loài này.
Môi trường sống là rừng thường xanh vùng đất thấp hay rừng thứ sinh tại những khu vực ẩm thấp, nhiều bóng râm trên đất nhiều mùn. Phổ biến trong rừng vùng đất thấp ở miền nam Malaysia bán đảo. Có tại Singapor và Malaysia (các bang Johor, Malacca, Perak, Pahang, Negri Sembilan, Selangor, Terengganu trên bán đảo và Sarawak, Sabah trên đảo Borneo). Các tên gọi thông thường tại Malaysia: tepus merah (gừng đỏ), tepus kechil (gừng nhỏ), tepus huma (gừng rừng thưa miền núi). Có thể sử dụng làm thuốc đắp.

### Zingiber citrinum
Thân mập, cao 30–60 cm, tràn ngập màu tía. Các bẹ lá thường nhẵn nhụi, mép khô xác. Lưỡi bẹ rất ngắn, nguyên, thuôn tròn, dài 2–4 mm, nhẵn nhụi. Lá màu xanh lục sẫm, thưa lông lụa mặt dưới, hình mác rộng tới hình trứng, đáy hình nêm, đỉnh từ nhọn thon tới gần nhọn, các gân chính rõ nét, 20-30 × 8–10 cm; cuống lá không có hoặc ngắn (dài tới 2 mm), thưa lông. Cán hoa mọc từ thân rễ, mập, màu xanh lục, dài 7-7,5 cm. Cành hoa bông thóc hình trụ thuôn dài tù, 10-15 × 4–5 cm, đỉnh nhọn. Lá bắc xếp lợp chặt, hình từ elip tới hình trứng, thuôn tròn rộng, 3,5-4 × 2-3(-4) cm, màu vàng chanh tươi, trở thành màu hồng xỉn tới đỏ khi tạo quả, nhẵn nhụi hoặc thưa lông, mép khô xác, đỉnh nhọn. Không có lá bắc con. Đài hoa nở ra, màu từ trắng trong suốt tới vàng trong mờ, đỉnh hơi nhọn, chẻ đôi, dài 1,9-2,5 cm. Tràng dài 5,4-5,6 cm, màu từ trắng tới vàng; ống tràng thanh mảnh, dài ~3 cm, thùy tràng lưng hình mác, gần nhọn, đỉnh cuốn trong, màu từ trắng tới kem hay ánh vàng, 1,8-2,4 × 0,8–1 cm; các thùy tràng bên hợp sinh với nhau và với cánh môi trong khoảng 2/3 chiều dài của chúng, dài 1,9 cm. Cánh môi dài 5,4 cm, màu từ trắng tới vàng, lớn, thuôn dài, thuôn tròn; thùy giữa hình từ elip tới mác tù, 1 × 0,6 cm, màu vàng, đỉnh chẻ đôi. Nhị lép bên 0,5 × 0,4 cm. Nhị dài, mỏ nhọn, các ngăn bao phấn màu xám, phấn hoa màu thịt. Ra hoa tháng 5-6.
Z. citrinum có quan hệ họ hàng rất gần với Z. griffithii nghĩa hẹp nhưng khác ở chỗ các lá to hơn, cụm hoa rộng hơn và các lá bắc màu vàng chanh.
Môi trường sống là trên đất màu mỡ, ở cao độ 120–180 m. Tại Malaysia bán đảo có tại Selangor, Perak, Johor, Negri Sembilan. Tên gọi thông thường tại Malaysia: tepus tenok (gừng heo vòi).